# ピーター・ケンプ
ピーター・ケンプ（Peter Kemp、1877年4月8日 - 1965年6月9日）は、イギリスの水泳選手。
1900年パリオリンピックでは競泳の200m障害で銅メダル、水球で金メダルを獲得した。